# 헤르만 하인리히 고센

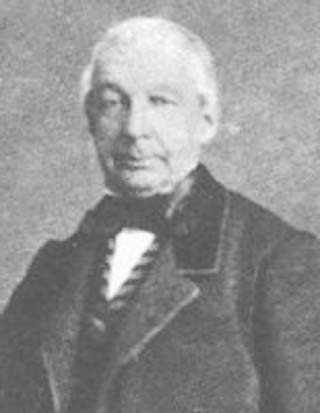

헤르만 하인리히 고센(Hermann Heinrich Gossen, 1810년 9월 7일 – 1858년 2월 13일)은 한계효용에 대한 일반 이론을 정교화한 프로이센 경제학자였다.
고센은 본에서 공부 한 후 1847년 은퇴할 때까지 프로이센 행정부에서 근무하였다.
고센 이전에는 가브리엘 크라메르, 다니엘 베르누이를 비롯한 여러 이론가 들이 한계효용의 개념을 사용하였다.
고센은 본격적으로 한계효용의 개념을 사용함으로써, 윌리엄 스탠리 제번스 등에게 영향을 끼쳤다.

## 같이 보기
- 희소성
- 한계주의